# كينتبوري (باركشير)
كينتبوري (بالإنجليزية: Kintbury)‏ هي قرية و أبرشية مدنية تقع في المملكة المتحدة في إنجلترا. يقدر عدد سكانها بـ 2,534 نسمة ومساحتها 34.92 كم2 .